# Junonia iphita
Junonia iphita är en fjärilsart som beskrevs av Pieter Cramer 1782. Junonia iphita ingår i släktet Junonia och familjen praktfjärilar. Inga underarter finns listade i Catalogue of Life.

## Bildgalleri

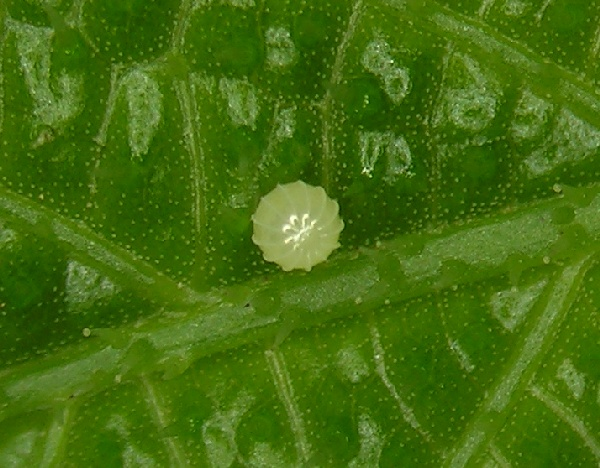
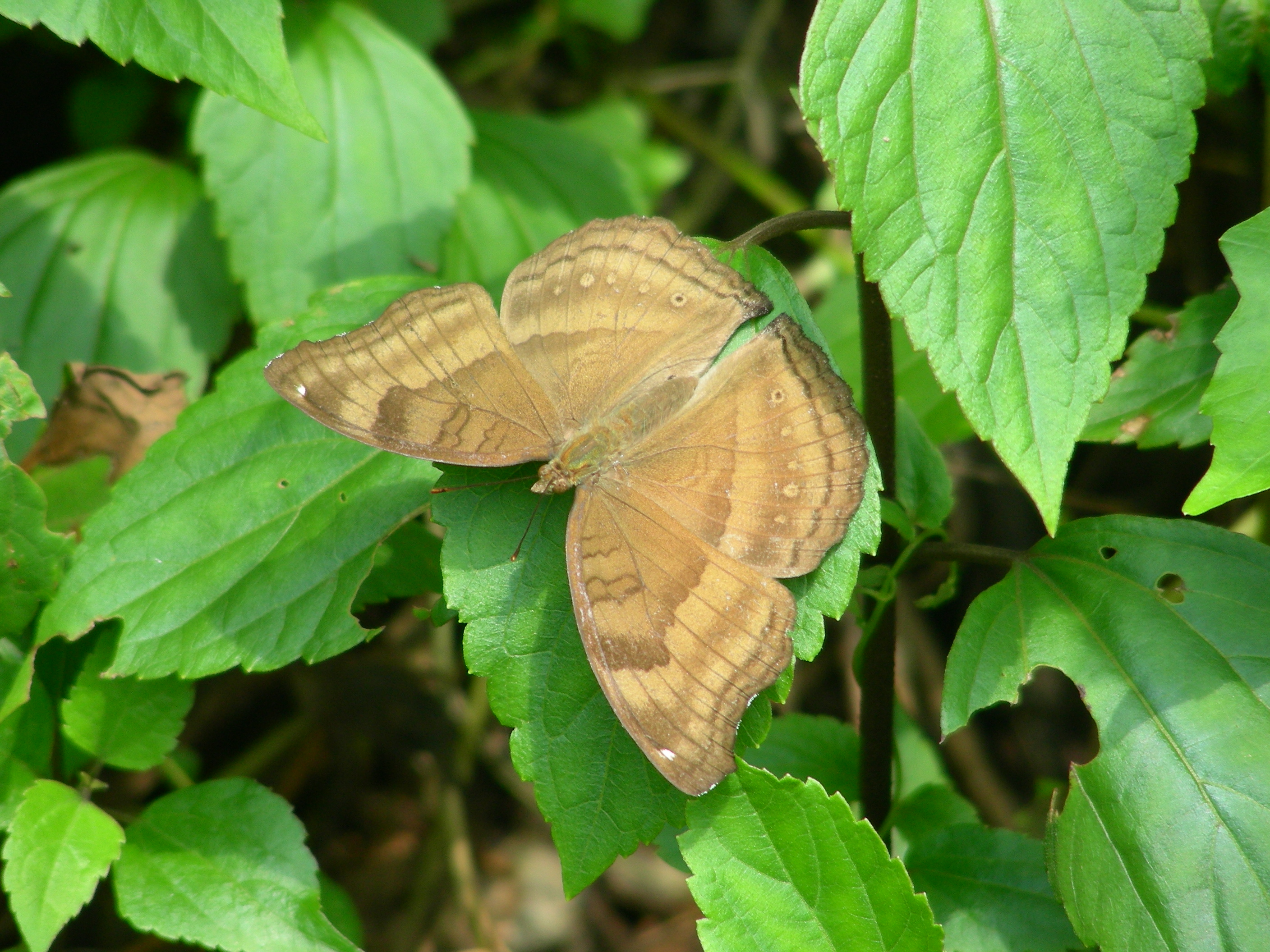
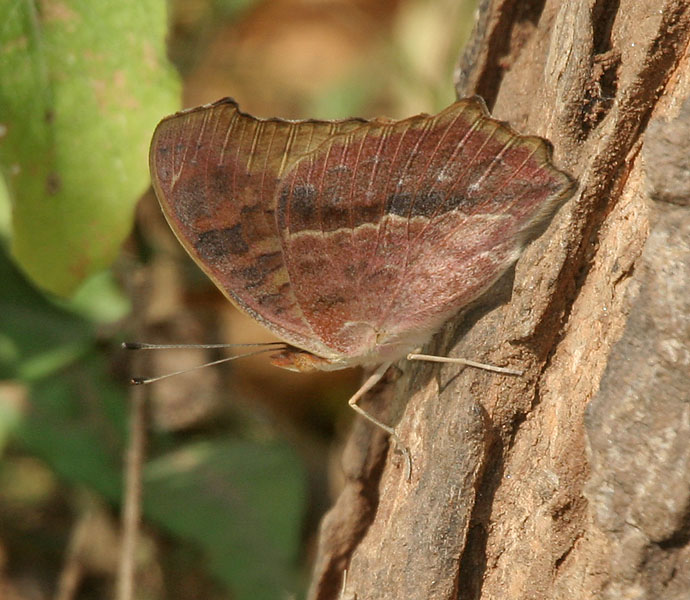
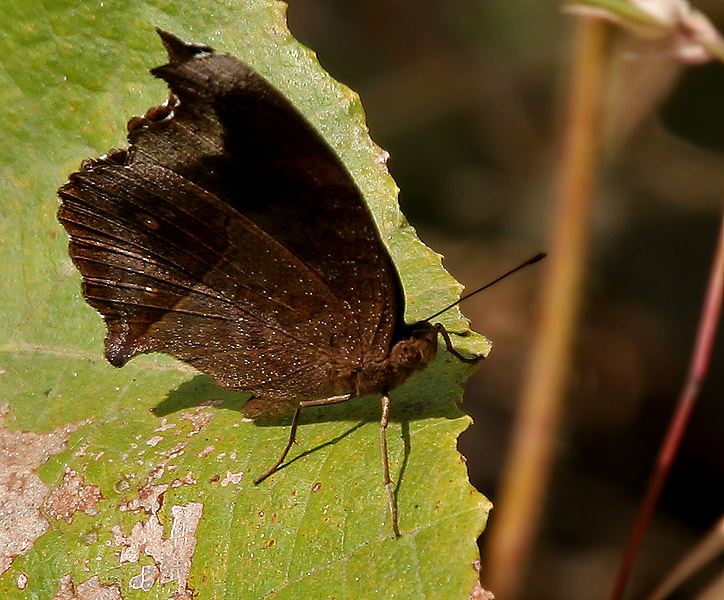
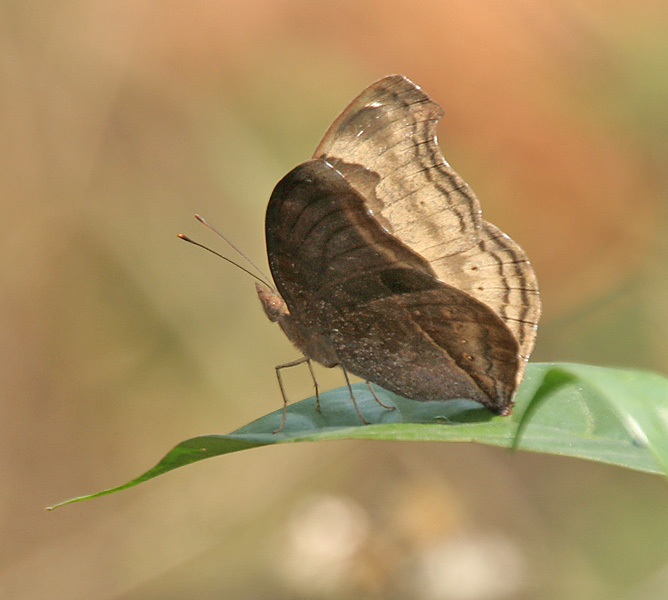
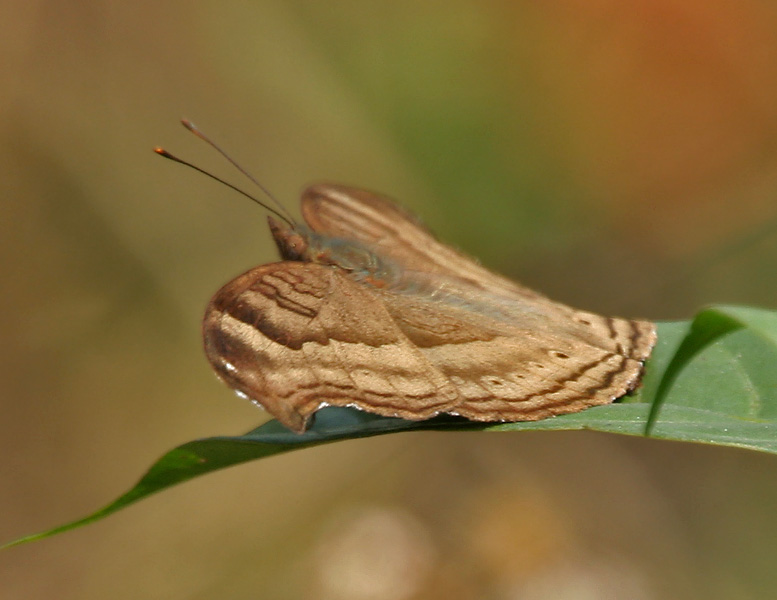
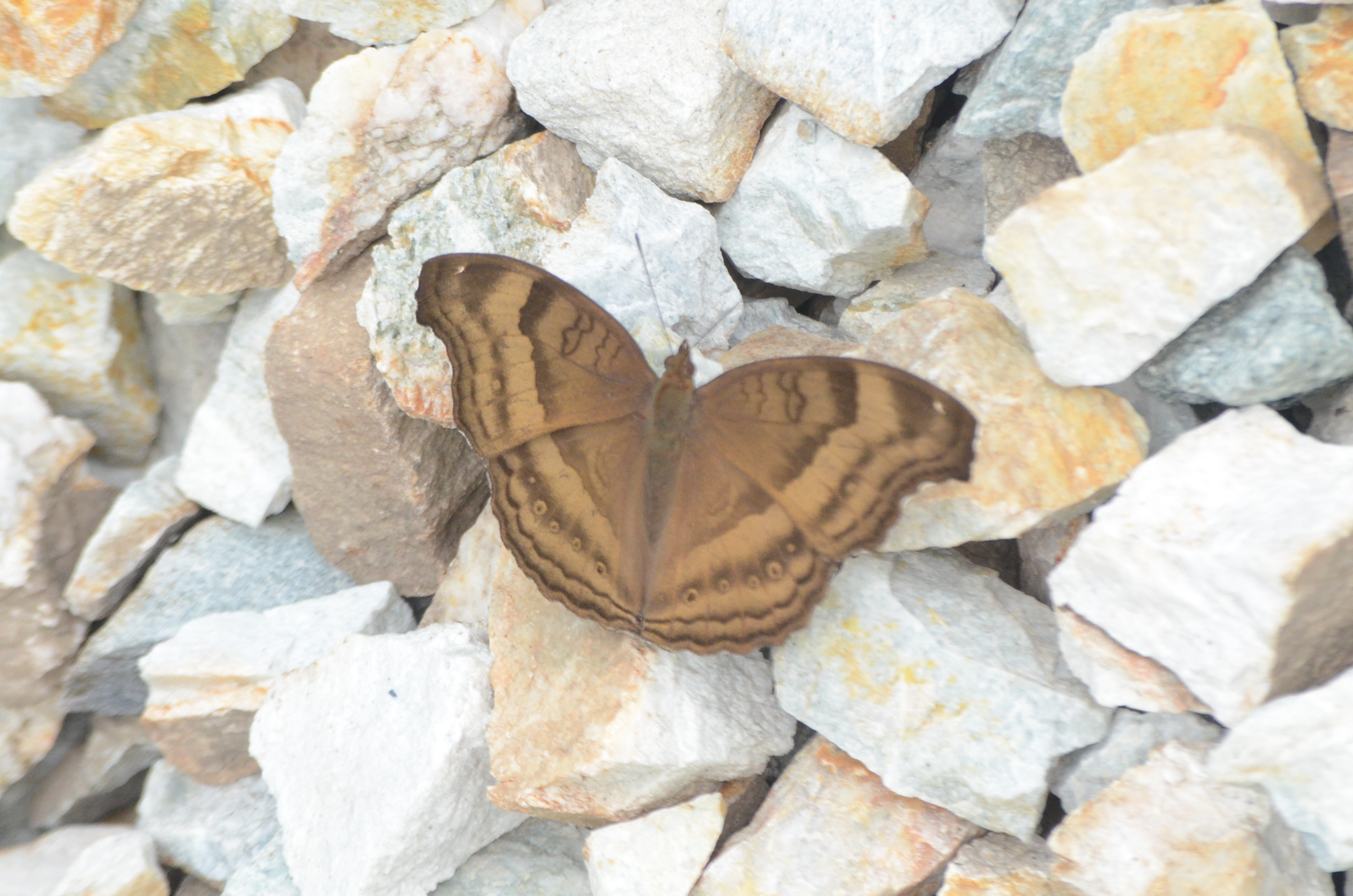

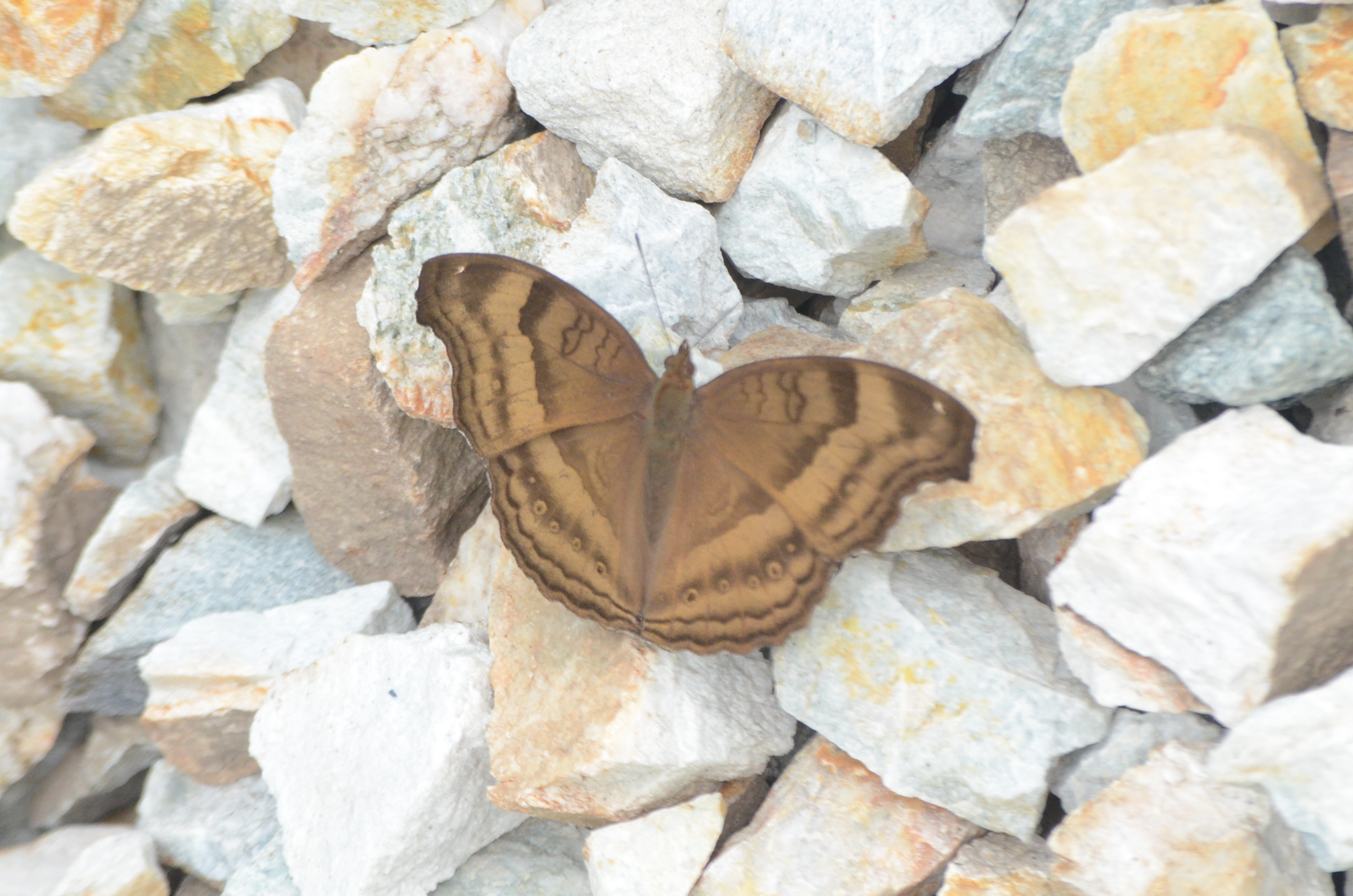
This image was taken in the project Wiki Loves Butterfly.Buxa Tiger Reserve, West Bengal,India